# Elena Mirela Lavric
Elena Mirela Lavric (Rumania, 17 de febrero de 1991) es una atleta rumana especializada en la prueba de 4x400 m, en la que consiguió ser medallista de bronce mundial en pista cubierta en 2016.

## Carrera deportiva
En el Campeonato Mundial de Atletismo en Pista Cubierta de 2016 ganó la medalla de bronce en los relevos de 4x400 metros, llegando a meta en un tiempo de 3:31.51 segundos, tras Estados Unidos (oro) y Polonia (plata).